# Azaleatină
Azaleatina este un flavonol natural metoxilat și face parte din clasa flavonoidelor. A fost izolată pentru prima dată în florile speciei Rhododendron mucronatum în anul 1956 și a fost ulterior identificată și în alte specii din genul Rhododendron, în Plumbago capensis, în Ceratostigma willmottiana și în Carya pecan. A fost identificată și în frunzele de Eucryphia.

## Glicozide
Azaleina este 3-O-α-L-ramnozida azaleatinei.